# Are You There God? It’s Me, Dean Winchester
Az Are You There God? It's Me, Dean Winchester az Odaát című televíziós sorozat negyedik évadjának második epizódja.

## Cselekmény
Dean nem hajlandó elhinni, hogy Castiel valóban az Úr angyala, és hogy Isten valóban létezik, ezt azonban Sam és Bobby igyekeznek neki bebizonyítani. Az éj leple alatt Ruby megjelenik, és elmondja Samnek, hogy nem bízik az angyalokban, így nem szívesen mutatkozik előttük.
Mivel Bobby egy vadász társát sem tudja elérni telefonon, elmennek hát mindegyikhez, és meglepően tapasztalják, hogy mindegyikőjüket megölték. A visszaút alatt a fivérek megállnak pihenni egy benzinkútnál, ahol váratlanul a mosdóban megjelenik a halott Victor Henriksen szelleme, és Samre támad, őt okolva haláláért. A volt FBI-ügynököt végül Dean zavarja el egy puskával.
A fiúk visszatérnek a roncstelepre, ahol meglepő dolog fogadja őket: Deant Meg Masters szelleme, Bobby-t pedig két kislány szelleme támadja meg, mivel őket okolják halálukért. A három vadász egy kis időre megszabadul üldözőiktől, így kihasználva az alkalmat, a roncstelep alatti titkos, szellembiztos pánikszobába menekülnek.
Dean és Sam beszámolnak arról, hogy láttak a szellemeken egy bizonyos jelet, mely Bobby szerint a "Tanú" jele, mellyel Lilith hatalma alá kerítette Henriksenéket, ez pedig egy lépés lehet az Apokalipszis felé.
Bobby kideríti, hogy egy bizonyos szertartással vissza lehet küldeni a kísérteteket a másvilágra, ám mivel a hozzávalók a házban vannak, kénytelenek kimenni a biztonságos szobából. Míg a hozzávalókat gyűjtik, nem csak a korábban látott szellemek jelennek meg, hanem a szintén elhunyt Ronald Resnick is.
Sam és Dean kemény harcba kezd az öt kísértet ellen, fedezve így Bobby-t, aki a rituálét végzi. A férfit végül elkapja Meg Masters szelleme, ám helyette Dean bevégzi a szertartást, így üldözőik mindegyike visszatér a túlvilágra.
A történtek után Deant álmában meglátogatja Castiel, és elmondja neki: Lilith elkezdte feltörni a Bibliai 66 pecsétet (melynek egyike a Tanúk felkelése), ha pedig ezek mindegyikét sikerül feltörni, a világra szabadíthatja a Pokol urát, Lucifert…

## Természetfeletti lények

### Két kislány szelleme
A két kislány az epizódban elmondottak alapján egy "szörny" által halt meg, szerintük Bobby hibájából.

### Szellemek
A szellem egy olyan elhunyt ember lelke, ki különös halált halt, és lelke azóta az élők közt kísért, általában egy olyan helyen, mely fontos volt az illetőnek földi életében. Szellemekből sok van: kopogószellem, bosszúálló szellem, vagy olyan szellem, mely figyelmezteti az embereket egy közelgő veszélyre.

### Angyal
Az angyalok Isten katonái, akik időtlen idők óta védelmezik az emberiséget. Eme teremtményeknek hatalmas szárnyaik vannak, emberekkel azonban csak emberi testen keresztül képesek kapcsolatba lépni, ugyanis puszta látványuk nemcsak az emberek, de még a természetfeletti lények szemét is kiégetik, hangjuk pedig fülsiketítő. Isteni képességük folytán halhatatlanok.

## Időpontok és helyszínek
- 2008. szeptember 21.

– Pontiac, Illinois
– Sioux Falls, Dél-Dakota

## Zenék
- Billy Squier – Lonely Is the Night